# Total Nonstop Action Wrestling
Total Nonstop Action Wrestling (TNA) er en amerikansk wrestlingorganisation, der med tv, internet og liveshows får indtægter inden for wrestlingbranchen. Dixie Carter Salinas er TNA's præsident og formand for organisationen, mens medstifteren af TNA, Jeff Jarrett, er vicepræsident. Panda Energy International ejer størstedelen aktierne i selskabet. 
TNA har hovedkvarter i Orlando, Florida. Handelsselskabet TNA Entertainment, LLC opererer ud fra Nashville, Tennessee. Wrestlingorganisationen hed tidligere NWA Total Nonstop Action (NWA-TNA), da den var medlem af National Wrestling Alliance (NWA). TNA blev bevilliget eksklusive rettigheder til både NWA World Heavyweight Championship (NWA's VM-titel) og NWA World Tag Team Championship (NWA's VM-titel for tagteams). TNA forlod dog NWA i 2004, men fik lov til at fortsætte med at bruge VM-bælterne indtil 2007. I 2007 introducerede TNA nye VM-bælter – TNA World Heavyweight Championship og TNA World Tag Team Championship. TNA har kontrakt med flere tidligere verdensmestre, heriblandt Hulk Hogan, Kurt Angle, Jeff Jarrett, Scott Steiner, Jeff Hardy og Sting, og har haft afgørende betydning for, at A.J. Styles, Samoa Joe og Bobby Roode er blevet store internationale stjerner inden for wrestling. 
TNA blev den første amerikanske wrestlingorganisation, der udelukkende gjorde brug af en sekskantet wrestlingring, der ellers normalt er firkantet. I januar 2010 gik man dog tilbage til den traditionelle firkantede ring. Organisationen gjorde desuden også brug af den usædvanlige regel, at en regerende mester kan miste sin titel, hvis han taber en titelkamp via diskvalifikation. Denne regel er dog langsomt faset ud. TNA's forretninger fokuserer på wrestling, og TNA er den andenstørste wrestlingorganisation i Nordamerika efter World Wrestling Entertainment (WWE). 

## Historie

### Formation
Idéen bag TNA Wrestling kommer tilbage fra lukningen af World Championship Wrestling (WCW) i 2001. Bob Ryder, Jeff Jarrett og Jerry Jarrett tog på en fisktur og overvejede wrestlingbranchens fremtid. World Wrestling Federation (WWF) var den eneste verdensomspændende wrestlingorganisation i Nordamerika, og den eneste med tv-programmer i landsdækkende amerikansk tv, fordi WWF havde købt WCW i marts 2001, og fordi Extreme Championship Wrestling (ECW) var gået konkurs senere samme år. Ryder syntes, at det fik mange tv-stationer til at betragte wrestling som en dårlig forretning, og han foreslog en wrestlingorganisation, der ikke brugte fjernsyn, men derimod udelukkende pay-per-view-shows. Efter fisketuren begyndte Jeff Jarrett at overveje opstartningen af en ny wrestlingorganisation. TNA arrangerede det første show d. 19. juni 2002.

### TNA Xplosionog ugentlige pay-per-view-shows
Den oprindelige forretningsmodel i TNA var forskellige fra den måde, som WWE gør brug af på en række områder. TNA tager ikke på turné ligesom andre wrestlingorganisationer, og derfor havde organisationen mulighed for at holde omkostningerne nede. Indtil TNA introducerede tv-programmet ''TNA Xplosion'' i slutningen af 2002, kom TNA's indtægter fra ugentlige pay-per-view-shows i stedet for månedlige pay-per-view-shows, som ellers var blevet afholdt af andre wrestlingorganisationer, heriblandt WWE, WCW og ECW. De ugentlige pay-per-view-shows blev sendt første gang d. 19. juni 2002 og blev afholdt i Tennessee State Fairgrounds i Nashville. Efter 27 måneder mente TNA, at organisationen havde fået en solid fanbase, der ville bakke op om månedlige pay-per-view-shows, der skulle vare tre timer, og TNA indstillede de ugentlige pay-per-view-shows. TNA afholdt det første månedlige pay-per-view-show Victory Road d. 7. november 2004.

### TNA Impact!
TNA startede med at sende TNA Impact! (officielt TNA iMPACT!) d. 4. juni 2004 på tv-stationen Fox Sports Net, og programmet erstattede kort efter TNA's ugentlige pay-per-view-shows som TNA's primære udsendelse, og samtidig blev de månedlige pay-per-view-shows organisationens hovedindtægt. Kontrakten med Fox Sports Net blev ikke forlænget året efter pga. lave seertal. Dermed havde TNA ingen tv-aftale og kunne kun sende månedlige pay-per-view-shows. De begyndte derfor d. 1. juli 2005 at sende Impact! fra deres officielle hjemmeside, mens de var på udkig efter en ny tv-aftale. TNA sikrede senere en tv-aftale med Spike TV, der sendte den første episode af Impact! d. 1. oktober 2005. Siden skiftet til Spike TV har Impact! opnået langt højere seertal og er senere blevet flyttet ind i primetime om torsdagen. Impact! blev udvidet til et to-timer langt program d. 4. oktober 2007. 

### Udvidelse
TNA begyndte at arrangere "house shows", dvs. mindre shows, der ikke bliver sendt i tv eller optaget på bånd, d. 17. marts 2006. I oktober 2006 startede TNA med at arrangere nogle af organisationens månedlige pay-per-view-shows væk fra det almindelige studio, som de fleste tv-programmer bliver optaget i. TNA har også udvidet med computerspillet TNA Impact!, der blev udgivet første gang i 2008. I 2008 turnérede TNA i Storbritannien og i 2009 i Tyskland. Optagelser fra TNA er inkluderet i dokumentarfilmen Bloodstained Memoirs.

## Personale

### Booker
Vince Russo er booker på TNA's kreative hold, dvs. de folk, der bestemmer, hvad der skal ske på TNA's ugentlige tv-programmer og månedlige pay-per-view-shows. Russo er hovedbooker og samarbejder sammen med Hulk Hogan og Eric Bischoff. Tidligere har også Jeff Jarrett, Jerry Jarrett, Jeremy Borash, Mike Tenay, Abyss og Dutch Mantel være bookere på enten deltid eller fuldtid. Rollen som booker har også i nogle tilfælde gået til Director of Authority.

### Autoritetsfigurer
I starten var der på tv en autoritetsfigur, der fungerede som repræsentant for National Wrestling Alliance. I juli 2003 blev Eric Watts TNA's nye Director of Authority, og han blev i 2004 efterfulgt af Vince Russo og senere Dusty Rhodes. I 2004 blev en NWA-komité etableret bestående af tidligere wrestler. Den bestod af bl.a. Harley Race, Larry Zbyszko, Terry Funk og senere Roddy Piper. Gruppen fungerede også som booker og bestemte, hvem der skulle tildeles titelkampe. Eftersom flere af medlemmerne forlod TNA, gik komitéen så småt i opløsning. 

### TNA-kontrakter
Wrestlere, der er på kontrakt i TNA, må ikke arbejde for World Wrestling Entertainment (WWE), men det er tilladt for dem at arbejde i andre wrestlingorganisationer. Mange TNA-wrestlere optræder for en række andre organisationer på indiescenen. De fleste wrestlere i TNA bliver betalt per optræden. Ligesom WWE har wrestlerne i TNA ikke lov til at danne et fagforbund, fordi de er klassificeret som selvstændige.

## Særlige attraktioner

### Sekskantet wrestlingring
TNA brugte indtil 2010 en sekskantet wrestlingring i modsætning til den almindelige firkantede wrestlingring. TNA er den eneste wrestlingorganisation i USA, der har benyttet sådan en ring. TNA's Steel Cage match kaldes for Six Sides of Steel match og finder også sted i en sekskantet ring. Derudover afholder organisationen årligt pay-per-view-showet Lockdown, hvor alle kampene finder sted inde i et bur. Til trods for at TNA afholder en række "house shows" og pay-per-view-shows i arenaer rundt omkring i USA, holder organisationen de fleste shows i TNA Impact! Zone, der er et tv-studie i Orlando,Florida. Da Hulk Hogan og Eric Bischoff kom til TNA i januar 2010, besluttede de, at man skulle gå tilbage til den klassiske firkantet wrestlingring.

### X Division
Den højtflyvende, højrisikable form for wrestling blev verdenskendt i World Championship Wrestling (WCW) og Extreme Championship Wrestling (ECW) mod slutningen af 1990'erne. De fleste af disse wrestlere var letsværvægtere ("cruiserweights") under 100 kg, men i TNA ønskede man at fremhæve deres evner frem for deres vægtklasse. Derfor kaldes denne form for wrestling for X Division i TNA og ikke en Cruiserweight Division, ligesom WCW, ECW og senere World Wrestling Entertainment (WWE) bl.a. havde. Der er således ingen øvre vægtgrænse for at vinde TNA X Division Championship, men de fleste wrestlere er dog letsværvægtere – med Samoa Joe og Kurt Angle som undtagelser. I TNA mener man i øvrigt, at det ikke handler om vægtgrænser, men ingen grænser. Selvom X Division er blevet nedprioriteret siden 2007, er det fortsat en af hovedattraktionerne i TNA.

### Ranglistesystem
I april 2010 introducerede Eric Bischoff et nyt ranglistesystem, der skulle afgøre, hvem der skulle tildeles en VM-titelkamp mod den regerende verdensmester. Ifølge Bischoff består ranglistesystemet af flere faktorer, bl.a. resultater (både i år og gennem karrieren) og internetafstemninger blandt fans. Det blev også offentliggjort, at TNA havde nedsat en komité, der skal træffe den endelige afgørelse baseret på disse faktorer. Komitéen består for tiden af TNA's præsident Dixie Carter, Hulk Hogan og Eric Bischoff. 
De første 10 wrestlere, der først kunne stemmes om var Kurt Angle, Jeff Hardy, Mr. Anderson, D'Angelo Dinero, Sting, Jeff Jarrett, Abyss, Rob Terry, Desmond Wolfe og A.J. Styles. Den første afstemning blev vundet af Desmond Wolfe, der fik en VM-titelkamp mod Rob Van Dam på Impact! samme aften. Også Sting og senere Abyss er også blevet rangeret som nr. 1 på ranglisten. Ranglistesystemet blev dog hurtigt afskaffet igen i sommeren 2010.

### TNA Hall of Fame
I forbindelse med TNA's 10-års jubilæum og pay-per-view-showet Slammiversary i juni 2012 blev det offentliggjort, at Sting vil blive det første medlem af TNA Hall of Fame. Det er TNA's pendant til WWE Hall of Fame og NWA Hall of Fame. Ceremonien fandt sted i forbindelse med Bound for Glory, TNA's største pay-per-view-show. Året efter blev Kurt Angle indsat i TNA Hall of Fame. Ingen af de to Hall of Fame-medlemmer er indsat i WWE Hall of Fame endnu.

#### Medlemmer
| År   | Ringnavn   |
| ---- | ---------- |
| 2012 | Sting      |
| 2013 | Kurt Angle |
| 2014 | Team 3D    |

## Titler
Oprindeligt blev National Wrestling Alliances VM-titler anerkendt i TNA. TNA anerkendte således NWA World Heavyweight Championship som deres VM-titel og NWA World Tag Team Championship som deres VM-titel for tagteams. TNA's havde udover det kun én titel, som var helt deres egen, TNA X Division Championship. NWA's verdensmester skal traditionelt forsvare sin VM-titel mod de regionale topudfordrere i de enkelte wrestlingorganisationer, der er medlem af NWA. De skete ikke så tit, mens TNA brugte VM-bælterne. 
I maj 2007 holdt NWA op med at anerkendte TNA's verdensmester som NWA-verdensmester, og NWA efterlod dermed deres VM-titler som ledige. TNA introducerede i stedet for nye VM-titler, TNA World Heavyweight Championship og TNA World Tag Team Championship. TNA anerkender dog fortsat tidligere verdensmestre i NWA (mens TNA stod for VM-titlerne) som tidligere verdensmestre i TNA. Eksempelvis er Ron Killings anerkendt som dobbelt verdensmester i TNA, men de to gange, han har vundet VM-titlen, har det været NWA's. 
I oktober 2007 introducerede TNA også TNA Women's Knockout Championship, der blev vundet af Gail Kim som den første kvindelige verdensmester i TNA. Hun blev samtidig den første til at vinde VM-titlen for kvinder i både TNA og WWE. I oktober 2008 erklærede Booker T sig for den første indehaver af TNA Legends Championship (titlen har senere skiftet navn to gange og hedder nu TNA Television Championship), og i august 2009 blev også TNA Knockout Tag Team Championship, en VM-titel for kvindelige tagteams, introduceret. 

### Aktive
Regerende mestre pr. 8. februar 2012:
| Titel                              | Regerende mester         |
| ---------------------------------- | ------------------------ |
| TNA World Heavyweight Championship | Bobby Roode              |
| TNA World Tag Team Championship    | Crimson & Matt Morgan    |
| TNA Television Championship        | Robbie E                 |
| TNA X Division Championship        | Austin Aries             |
| TNA Women's Knockout Championship  | Gail Kim                 |
| TNA Knockout Tag Team Championship | Gail Kim & Madison Rayne |

### Inaktive
- NWA World Heavyweight Championship
- NWA World Tag Team Championship
- IWGP World Heavyweight Championship
- IWGP World Tag Team Championship
- IWGP Junior Tag Team Championship

## Pay-per-view-shows
Total Nonstop Action Wrestling afholder 12 pay-per-view-shows om året, og hvert show varer tre timer. Det første pay-per-view-show var Victory Road og blev afholdt i november 2004. Bound for Glory, der første gang blev afholdt i oktober 2005, promoveres som TNA's vigtigste show i stil med WWE's WrestleMania og WCW's Starrcade, og det er hér, at organisationens største kampe finder sted.

### 2012
| Måned      | Show             | Main event                                               | Titel                              |
| ---------- | ---------------- | -------------------------------------------------------- | ---------------------------------- |
| 8. januar  | Genesis          | Bobby Roode vs. Jeff Hardy                               | TNA World Heavyweight Championship |
| 9. februar | Against All Odds | Bobby Roode vs. Bully Ray vs. James Storm vs. Jeff Hardy | TNA World Heavyweight Championship |
| 18. marts  | Victory Road     |                                                          |                                    |
| 15. april  | Lockdown         |                                                          |                                    |
| Maj        | Sacrifice        |                                                          |                                    |
| Juni       | Slammiversary    |                                                          |                                    |
| Juli       | Destination X    |                                                          |                                    |
| August     | Hardcore Justice |                                                          |                                    |
| September  | No Surrender     |                                                          |                                    |
| Oktober    | Bound for Glory  |                                                          |                                    |
| November   | Turning Point    |                                                          |                                    |
| December   | Final Resolution |                                                          |                                    |